# Palletschip
Een palletschip is een Klasse 2-vrachtschip in de binnenvaart.
Een gebruikelijk palletschip kent een lengte van 63m, een breedte van 7,20m en een diepgang van 2,50m kent het een laadvermogen van 1.350 ton. Dit komt overeen met ongeveer 54 vrachtwagens van 25 ton.
Andere schepen binnen de Klasse 2-vrachtschepen zijn de Kempenaar en de Neo-Kempenaar, ook wel Verlengde Kempenaar genoemd.